# Anton Jerovšek
Anton Jerovšek, slovenski rimskokatoliški duhovnik, politik * 23. maj 1874, Spodnja Nova vas pri Slovenski Bistrici, Slovenija (tedaj Avstro-Ogrska), † 31. oktober 1932, Maribor, Slovenija (tedaj Kraljevina Jugoslavija).
Po končani ljudski šoli je v letih 1886-1894 obiskoval gimnazijo v Mariboru, nato študiral bogoslovje. Mašniško posvečenje je prejel leta 1897. Po krajšem službovanju kot kaplan je leta 1898 odšel v Rim, kjer je na gregorijanski univerzi julija 1900 doktoriral iz cerkvenega prava. Po vrnitvi v Maribor je sprva služboval kot škofov tajnik, nato pa do upokojitve kot stalni nameščenec na Državni realni gimnaziji v Mariboru. Leta 1911 je prevzel ravnateljstvo Tiskarne sv. Cirila v Mariboru. Podjetje si je pod njegovim vodstvom opomoglo in se razširilo. Ob prevratu v Mariboru je bil član Narodnega sveta v Mariboru, po njem pa član mestnega sosveta v Mariboru. Na občinskih volitvah leta 1921 je bil izvoljen v občinski in mestni svet. V mariborski občinski svet je bil na kandidatni listi SLS izvoljen tudi na občinskih volitvah leta 1924 in 1927. Leta 1925 je bil izvoljen v izvršilni odbor SLS za mariborsko volilno okrožje. Bil je finančni referent mariborske občine in predsednik ravnateljstva Mestne hranilnice v Mariboru.
Leta 1925 je postal papežev komornik. Po smrti je bil pokopan v Slovenski Bistrici. Leta 1938 so v Mariboru takratno Magdalensko ulico po njem preimenovali v Jerovškovo cesto (danes je to Cesta zmage).